# Škoda Beta
De Beta is een lichtgewicht bestelauto met een laadvermogen van 600 kg, geproduceerd door de Tsjechische fabrikant Škoda Elcar Ejpovice in 1995-1996. Het was de voorloper van de Tatra Beta. De Beta mocht de merknaam Škoda niet dragen, aangezien deze sinds 1991 eigendom is van Škoda Auto.

## Geschiedenis
De Beta was oorspronkelijk ontworpen als een elektrisch voertuig, aangedreven door nikkel-cadmium-accu's en werd ontwikkeld in het begin van de jaren 90 van de 20e eeuw bij Škoda Elcar Ejpovice in samenwerking met LIAZ uit Jablonec en Tatra uit Kopřivnice. Voor de geplande serieproductie werd de joint venture Škoda Tatra s. r. o. opgericht, statutair gevestigd in Příbor. Het eerste elektrische prototype werd in 1993 in Ejpovice gebouwd onder leiding van Ing. K. Kleinmonda.
Aanvankelijk werd in Ejpovice de Škoda Favorit Elcar gebouwd, een omgebouwde elektrische versie, maar na de overname van de automobieldivisie van Škoda door Volkswagen AG werd dit niet langer ondersteund. Een van de redenen was de productie van de Volkswagen Golf Citystromer. De productie van de Škoda Eltra 151 Pick-Up (een elektrische versie van de Škoda Pick-Up) werd in 1993 gestaakt, de fabriek in Ejpovice ging er daarom aanvankelijk van uit dat Beta deze zou vervangen. Er werden ongeveer honderd Škoda Beta's geproduceerd als onderdeel van de testserie. De nieuw opgerichte onderneming Skoda Tatra begon echter in Ejpovice met de productie van de Škoda-vrachtwagen Xena.

## Beschrijving
Een lichte carrosserie bestaande uit een stalen frame en glasvezelbeplating geeft aan dat de Beta is ontworpen als een elektrische auto: geen radiatorgrille, kleine motorruimte, lichtgewicht constructie. De originele elektromobielen hadden een bereik van maximaal 120 km en aandrijfaccu's waren onder de laadruimtevloer geplaatst. Veel onderdelen waren identiek aan de Škoda Favorit, Škoda Forman en Škoda Pick-Up.
In 1996 werd de Beta officieel geïntroduceerd op de autotentoonstelling van Praag en in 1997 begon de productie in het Moravische Příbor, met motoren van de Hyundai Accent (Tatra Beta) en de Škoda Favorit. Er werd uiteindelijk slechts een kleine serie geproduceerd in Příbor en in Ejpovice, waar de ontwikkeling van elektrische voertuigen en prototypen met speciale carrosserieën plaatsvond.